# Picea smithiana
Picea smithiana, la pícea de Afganistán, es una especie arbórea de la familia de las pináceas, género de las píceas, originaria del Himalaya occidental y montañas vecinas, desde el noreste de Afganistán hacia el este hasta el centro de Nepal. Crece a altitudes entre 2400 y 3600 m s. n. m., en bosques junto con el cedro del Himalaya (Cedrus deodara), el pino azul del Himalaya (Pinus wallichiana) y el Abies pindrow.

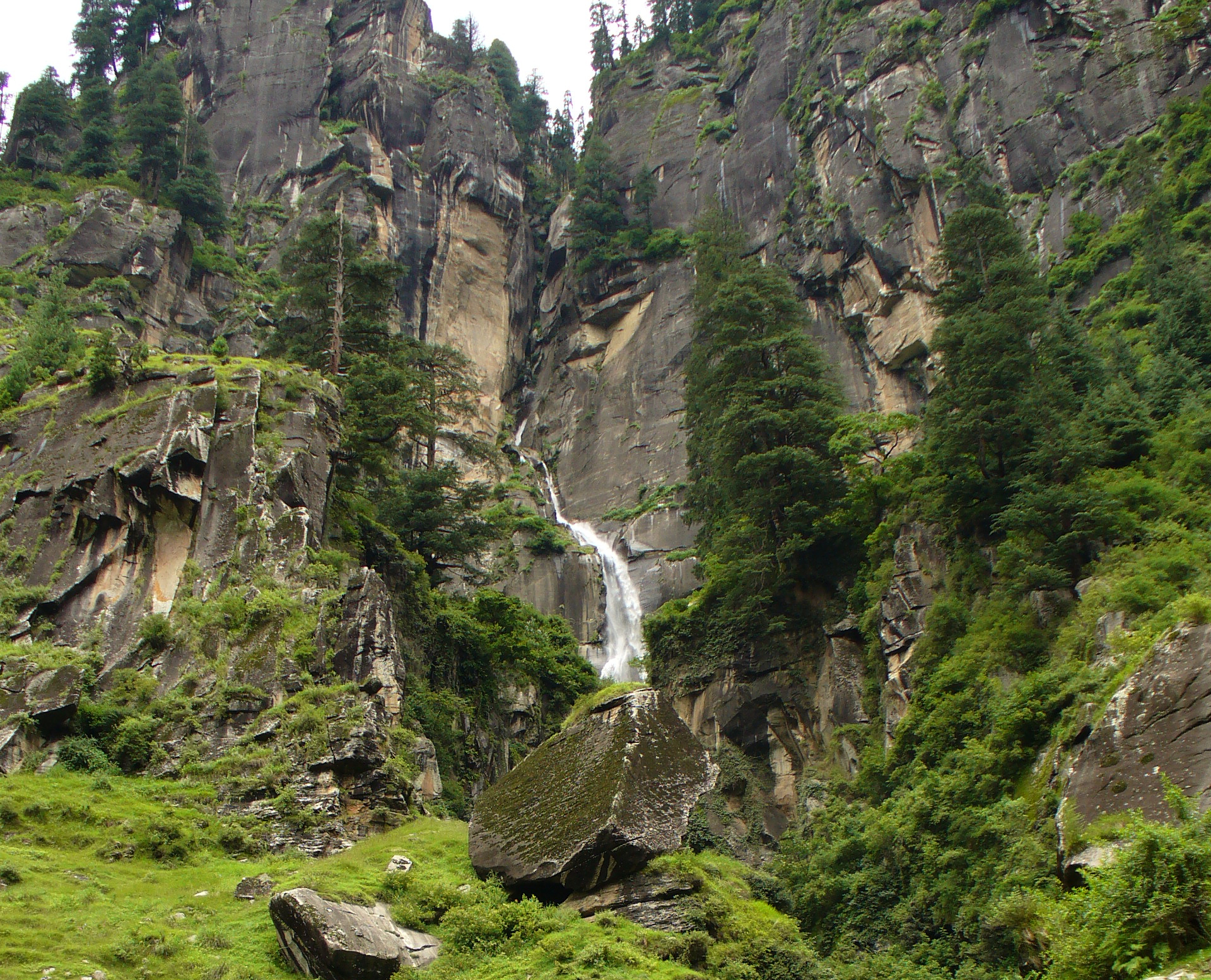
En su hábitat

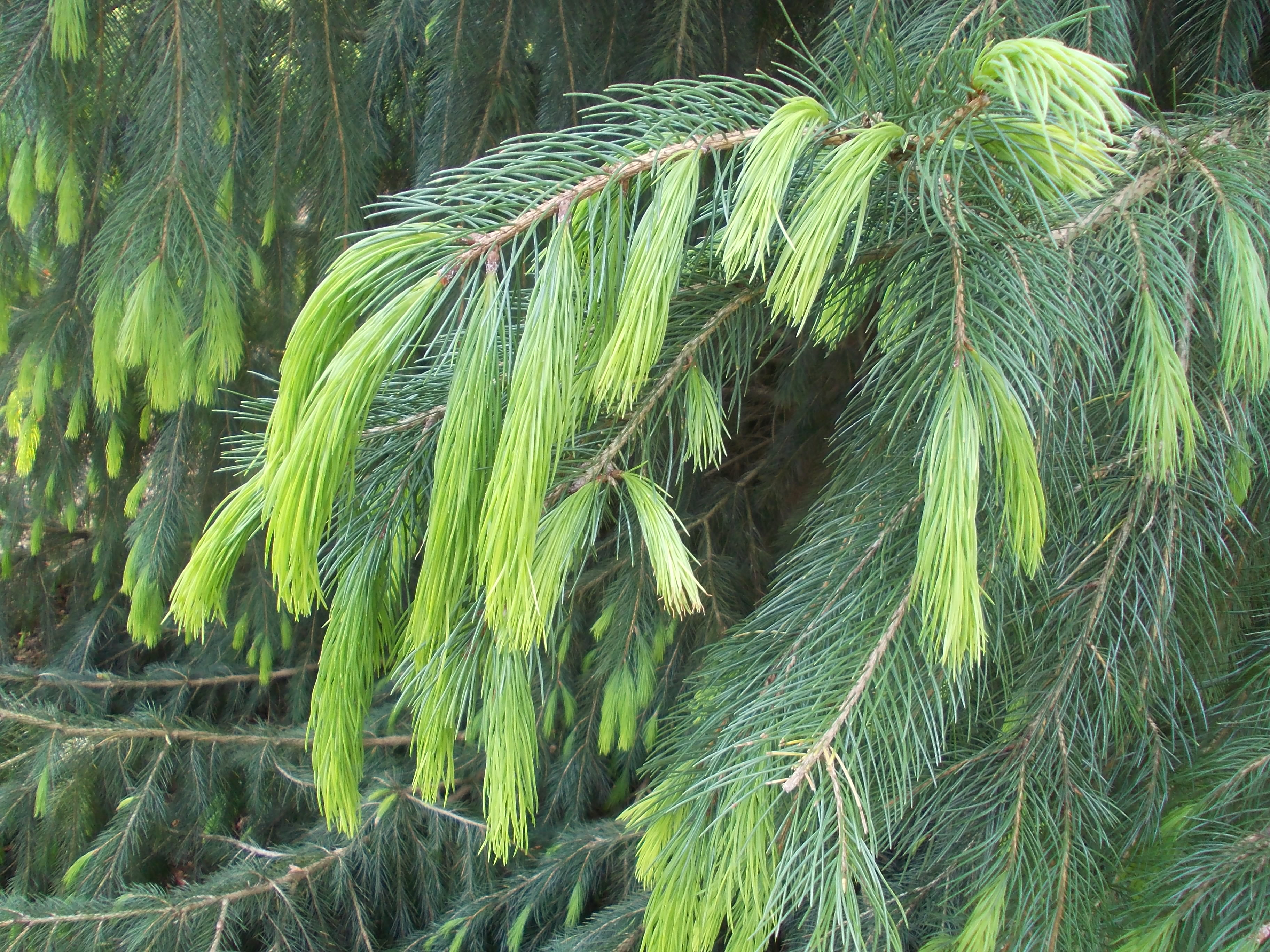
Detalle de las hojas

## Descripción
Es un gran árbol siempreverde que crece hasta los 40-55 m de alto (excepcionalmente hasta 60 m), y con un tronco de entre 1 y 2 m de diámetro. Tiene una copa cónica con ramas igualadas y usualmente ramillas colgantes.
Las ramas tienen un color pardusco claro, y son glabras, sin vellosidades. Las hojas son acículas, las más largas de cualquier pícea, de 3 a 5 cm de longitud, de sección romboidal, verde medio con líneas de estomas poco marcadas. Los estróbilos son anchos, cónico-cilíndricos, de 9 a 16 cm de longitud y 3 cm de anchura, verdes cuando son jóvenes, parduscos al madurar y abriéndose hasta 5 a 6 cm a los 5-7 meses después de la polinización; las escamas son rígidas y suavemente redondeadas.

## Usos
La Picea smithiana es un popular árbol ornamental en grandes jardines de Europa occidental por sus atractivas ramas colgantes. También se cultiva en pequeña medida como especie de silvicultura para madera y producción de papel, aunque su crecimiento más lento en comparación con la Pícea común reduce su importancia fuera de su área de distribución originaria. El nombre morinda, con el que se conoce en inglés (Morinda Spruce) deriva del nombre del árbol en nepalí.

## Taxonomía
Picea smithiana fue descrita por (Wall.) Boiss. y publicado en Flora Orientalis 5: 700. 1884.
Etimología
Picea; nombre genérico que es tomado directamente del Latín pix = "brea", nombre clásico dado a un pino que producía esta sustancia
smithiana: epíteto otorgado en honor del botánico James Edward Smith.
Sinonimia
- Abies khutrow (Royle ex Turra) Loudon
- Abies morinda (Link) Wender.
- Abies smithiana (Wall.) Lindl.
- Picea khutrow (Royle ex Turra) Carrière
- Picea morinda Link
- Pinus khutrow Royle ex Turra
- Pinus morinda Gordon
- Pinus pendula Griff.
- Pinus smithiana Wall.[5]